# Keleti barnakánya
A keleti barnakánya (Milvus lineatus) a madarak osztályának vágómadár-alakúak (Accipitriformes) rendjébe, ezen belül a vágómadárfélék (Accipitridae) családjába tartozó faj. Egyes szerzők szerint a barna kánya alfaja Milvus migrans lineatus néven.

## Előfordulása
Ázsiában, Afganisztántól Japánig honos.

## Alfajai
- Milvus lineatus formosanus – Tajvan
- Milvus lineatus lineatus – Afganisztántól Japánig

## Megjelenése
Nagyon hasonlít legközelebbi rokonához, a barna kányához. A testhossza 55-60 centiméter. Szárnyfesztávolsága mintegy 170 centiméter. Testtömege 650-950 gramm közötti, a tojó csak kevéssel nehezebb a hímnél. Tollazata barnás. Az evezőtollak sikló és vitorlázó repülésre alkalmasak. Hosszú, villázott farka segíti az egyensúlyozásban és a kormányzásban. Csőre görbe és éles, ezzel darabolja fel a zsákmányát vagy a talált dögöt. Karmai kicsik, de élesek és tűhegyesek.

## Életmódja
Alacsonyan repülve veszi észre a táplálékát, ami lehet kis emlősállat, madár, dög vagy hal.

## Szaporodása
Folyóvizek menti, lápi erdős területeken fészkel. Fészket ritkán rak, mivel általában más madárfajok fészkét foglalja el.

## Rokon fajai
A legközelebbi rokona a barna kánya (Milvus migrans) és a vörös kánya (Milvus milvus).